# Dreuilhe
Dreuilhe è un comune francese di 375 abitanti situato nel dipartimento dell'Ariège, nella regione dell'Occitania.

## Società

### Evoluzione demografica
Abitanti censiti